# Псевдовыпуклая функция
Псевдовыпуклая функция — это функция, которая ведёт себя подобно выпуклой функции с точки зрения нахождения её локального минимума, но не обязательно выпукла.  Неформально, дифференцируемая функция псевдовыпукла, если она возрастает в любом направлении, где имеет положительную производную по направлению.

## Формальное определение
Вещественнозначная функция ƒ, определённая на (непустом) выпуклом открытом множестве X в конечномерном евклидовом пространстве {\displaystyle \mathbb {R} ^{n}}, называется псевдовыпуклой, если для всех x, y ∈ X, таких что {\displaystyle \nabla f(x)\cdot (y-x)\geqslant 0}, мы имеем {\displaystyle f(y)\geqslant f(x)}. Здесь {\displaystyle \nabla f} является градиентом ƒ, определённым формулой
{\displaystyle \nabla f=\left({\frac {\partial f}{\partial x_{1}}},\dots ,{\frac {\partial f}{\partial x_{n}}}\right).}

## Свойства
Любая выпуклая функция псевдовыпукла, но обратное неверно. Например, функция {\displaystyle f(x)=x+x^{3}} псевдовыпукла, но не выпукла. Любая псевдовыпуклая функция квазивыпукла, но обратное не верно, поскольку функция {\displaystyle f(x)=x^{3}} квазивыпукла, но не псевдовыпукла. Псевдовыпуклость представляют в первую очередь интерес, поскольку точка x* является локальным минимумом псевдовыпуклой функции ƒ тогда и только тогда, когда она является стационарной точкой функции ƒ, что случается при обращении градиента функции ƒ  в нуль на x*:
{\displaystyle \nabla f(x^{*})=0.}.

## Обобщения на недиффиренцируемые функции
Понятие псевдовыпуклости может быть обобщено на недифференцируемые функции следующим образом. Если дана функция {\displaystyle f:X\to \mathbb {R} }, то можно определить её верхнюю производную Дини как
{\displaystyle f^{+}(x,u)=\limsup _{h\to 0^{+}}{\frac {f(x+hu)-f(x)}{h}}}
где u является любым единичным вектором.  Говорят, что функция псевдовыпукла, если она возрастает в любом направлении, где верхняя производная Дини положительна.  Более точно, её можно описать в терминах субдифференциала {\displaystyle \partial f} следующим образом:
- Для всех {\displaystyle x,y\in X}, если существует {\displaystyle x^{*}\in \partial f(x)}, такая что {\displaystyle \langle x^{*},y-x\rangle \geqslant 0\,,} то {\displaystyle f(x)\leqslant f(z)} для всех z на отрезке, соединяющем x и y.

## Связанные понятия
Псевдовогнутая функция — это функция, отрицательная для которой псевдовыпукла.  Псевдолинейная функция — это функция, которая одновременно псевдовыпукла и псевдовогнута. Например, задачи дробно-линейного программирования имеют псевдолинейные целевые функции и линейные ограничения-неравенства. Эти свойства позволяют решать задачи дробного программирования вариантом симплекс-метода (Джорджа Б. Данцига).